# Bemwa (biskup)
Bemwa (imię świeckie Arsenious Al-Abnoby, ur. 6 czerwca 1970) – duchowny Koptyjskiego Kościoła Ortodoksyjnego, od 2014 biskup Suezu. 

## Życiorys
W 1996 wstąpił do zakonu. 29 września 1999 ofucjalnie przyjął stan mniszy. Święcenia kapłańskie przyjął 22 listopada 2000. Sakrę biskupią otrzymał 1 czerwca 2014 przyjmując egipskie imię Bemwa.